# Reichsverteidigungsrat
Der Reichsverteidigungsrat wurde durch einen (unveröffentlichten) Beschluss der erst kurz zuvor ins Amt gekommenen Reichsregierung unter Reichskanzler Adolf Hitler vom 4. April 1933 „zur Abstimmung von Politik, Wirtschaft und Propaganda mit allen künftigen militärischen Planungen“ eingerichtet.
Dem Reichsverteidigungsrat gehörten neben dem Reichskanzler als Vorsitzender an:
- der Reichswehrminister und die Chefs von Heeres- und Marineleitung (1938 ersetzt durch den Chef des Oberkommandos der Wehrmacht)
- der Reichsaußenminister
- der Reichsinnenminister
- der Reichsminister der Finanzen
- der Reichsluftfahrtminister, ab 1935 auch Chef des Oberkommandos der Luftwaffe
- der Reichsminister für Volksaufklärung und Propaganda
- der Reichswirtschaftsminister

Kurz vor Beginn des Zweiten Weltkrieges wurde durch einen Erlass Hitlers am 30. August 1939 aus dem Reichsverteidigungsrat heraus ein ständiger Ausschuss als Ministerrat für die Reichsverteidigung gebildet, der das Recht hatte, in einem vereinfachten Verfahren Verordnungen mit Gesetzeskraft zu erlassen.